# Bijelo Brdo
Bijelo Brdo és un poble de Croàcia del municipi d'Erdut, al comtat d'Osijek-Baranja. Es troba a una altitud de 90 m s. n. m., a 295 km de la capital de l'estat, Zagreb. A la localitat es trobà un jaciment arqueològic que va donar nom a la Cultura de Bijelo Brdo.

## Demografia
En el cens del 2011 el total de població en fou de 1.961 habitants.
| Gràfic de població de Bijelo Brdo 1857-2011 |
|                                             |